# 蔡佩穎
蔡 佩穎（Tsai Pei-Ying、ツァイ・ペイイン、1991年4月27日 - ）は、台湾出身の女性プロフェッショナルゴルファー。日本での登録名は「サイ・ペイイン」。

## 経歴・人物
1991年4月27日、台湾屏東県屏東市出身。
アマチュアで長く活躍。2009年に中華民国でプロ入り。
2010年に日本のプロツアーに参加。2013年に日本女子プロゴルフ協会のプロテストに合格した。